# 安曇野山岳美術館
安曇野山岳美術館（あずみのさんがくびじゅつかん）は長野県安曇野市にある私立美術館。安曇野アートライン加盟施設。　

## 概要
1983年3月1日、日本初の山岳絵画を専門とする美術館として開館。近代山岳絵画の先駆者で、日本山岳画協会を創立した足立源一郎を中心に、樽見盛衛、加藤水城、桑原宏、上田太郎、片山芳樹、原田達也、牧潤一など、日本を代表する山岳画家による油彩画、デッサン約400点を常設展示している。また高橋節郎、安野光雅、柳沢京子、水津保美ら山岳画家以外の作品も展示している。

## 代表的な収蔵作品
- 足立源一郎「滝谷ドームの北壁」 、「北穂高岳南峰」、「槍ヶ岳（中岳にて）」
- 上田太郎「西穂高岳頂上から」

## 利用情報
- 開館時間:午前10時から午後4時
- 休館日:毎週木曜日（ゴールデンウィーク期間や8月は無休）、冬期間（12月11日～3月9日）

## アクセス
- 長野自動車道安曇野ICから 車で約25分
- JR東日本穂高駅から 車で約10分